# 하이프 (프로게이머)
하이프(본명: 변정현, 2003년 9월 9일~)은 대한민국의 리그 오브 레전드 프로게이머로 포지션은 AD 캐리이다. 아이디는 Hype이다.

## 선수 생활
2020년 2월 리브 샌드박스 아카데미팀에 입단했다.
2020시즌을 앞두고 2군팀으로 콜업되었다.
2020 서머 시즌을 앞두고 리브 샌드박스의 1군 팀으로 콜업되었다. 이후 서머 5주차를 앞두고 2군팀으로 샌드다운되었다. 2022시즌 종료 후 팀에서 퇴단했다.
2023년 KT로 이적하면서 닉네임을 '킹콩'에서 '하이프'로 변경했다.

## 소속팀
| # | 팀명          | 소속 기간             | 소속 리그 | 비고 |
| - | ------------- | --------------------- | --------- | ---- |
| 1 | 리브 샌드박스 | 2020.12.18~2022.11.22 | LCK       |      |